# Alexandru Karađorđević (prinț al Serbiei)
Alexandru Karađorđević (n. 11 octombrie 1806, Topola⁠(d), Districtul Šumadija, Serbia – d. 3 mai 1885, Timișoara, Austro-Ungaria) a fost prinț al Serbiei între anii 1842 și 1858. A fost membru al dinastiei Karađorđević și primul prinț sârb al acestei dinastii.

## Tinerețe
Alexandru s-a născut la Topola pe data de 11 octombrie 1806, fiind cel mai mic fiu al lui Karađorđe Petrović, fondatorul dinastiei  Karađorđević, și al soției acestuia, Jelena Jovanović. Tinerețea și-a petrecut-o în exil după înfrângerea primei răscoale sârbe conduse de tatăl său. A fost educat la Hotin, Basarabia (Rusia), sub patronajul țarului rus.
Pe data de 1 iunie 1830 s-a căsătorit cu Persida Nenadović (15 februarie 1813 - 29 martie 1873), fiica voievodului Jevrem Nenadović. Împreună au avut zece copii.
După decretul sultanului de recunoaștere a titlului de prinț lui Mihailo Obrenović la sfârșitul anului 1839, familia s-a întors în Serbia. Alexandru s-a alăturat Cartierului General al Armatei sârbe și a fost avansat la gradul de locotenent și numit în funcția de adjutant al prințului Mihailo.

## Prinț al Serbiei (1842-1858)
După conflictele politice cauzate de nerespectarea așa-numitei „constituții turcești” și a abdicărilor lui Miloš Obrenović și Mihailo Obrenović, Alexandru Karađorđević a fost ales prinț al Serbiei la Adunarea Națională din Vračar, o municipalitate din Belgradul modern, la 14 septembrie 1842. Având titlul recunoscut de Rusia și Turcia, Prințul Alexandru a început reformele și a fondat o serie de instituții noi pentru a îmbunătăți progresul statului sârb. El a implementat codul drepturilor civile, a introdus armata regulată, a construit o turnătorie de tunuri, a îmbunătățit școlile existente și a înființat altele noi, precum și înființarea Bibliotecii Naționale și Muzeului Național.
Consilierul Lazar Arsenijević Batalaka a fost cel care, în 1845, l-a prezentat pe Ilija Garašanin prințului Alexandru. 
În timpul Revoluției maghiare din Voivodina, în 1848, prințul Alexandru Karađorđević a trimis voluntari sârbi sub comanda lui Stevan Knićanin pentru a sprijini lupta sârbilor pentru autonomie. Ca o continuare a mișcărilor național-politice din 1848, a apărut ideea pan-slavistă a unei monarhii iugoslave . Documentul „Načertanije” („Proiectul”), scris ca program politic sârb de către Ilija Garašanin cu patru ani mai devreme, a făcut misiunea de a înlocui dominația austriacă și turcă a tuturor slavilor din sud cu stăpânirea sârbă sub stindardul „Serbiei".
Pe tot parcursul domniei sale, prințul Alexandru a fost tulburat de comploturile lui Obrenović. Prin refuzul său de a lua parte la Războiul Crimeii ca aliat al Imperiilor francez, britanic și otoman împotriva Imperiului Rus, a rezultat răsturnarea și trimiterea sa în exil în anul 1858 de către Puterile câștigătoare ale războiului și aducerea dinastiei rivale Obrenović pe tronul Principatului Serbiei.
A fost distins cu Ordinul de Glorie și Ordinul Distincției otomane .

## Abdicarea
În politica internă, prințul Alexandru a intrat în conflict cu membrii Consiliului, fapt ce a culminat cu convocarea Adunării de Sfântul Andrei, în decembrie 1858, care l-a obligat să abdice.
Prințul Alexandru a murit la Timișoara la 3 mai 1885. A fost înmormântat la Viena, iar rămășițele sale pământești au fost mutate în 1912 în Biserica Memorială Sf. Gheorghe, construită de fiul său Petru I al Serbiei, în Oplenac, Serbia.